# Krisenmanagement
Krisenmanagement ([ˈkʁiːzənmænɪdʒmənt]; englisch crisis management) ist der systematische Umgang eines Wirtschaftssubjekts, einer (prominenten) Einzelperson bzw. Personengruppe mit Krisensituationen.

## Allgemeines
Oft werden die Begriffe „Krisenmanagement“ und „Katastrophenmanagement“ synonym verwendet; sie weisen aber durchaus Unterschiede auf (siehe #Begriff). Das Krisenmanagement ist als Querschnittsaufgabe einerseits die Funktion in einem Wirtschaftssubjekt (etwa der Krisenstab), andererseits sind alle Tätigkeiten zur Bewältigung der Krise als Krisenmanagement anzusehen.
Alle Wirtschaftssubjekte (Unternehmen, Privathaushalte oder der Staat mit seinen Regierungen) benötigen ein Krisenmanagement, das im Falle einer Krise, welche das Wirtschaftssubjekt oder seine Umwelt bedroht, tätig wird. Ähnlich wie beim Risikomanagement ist bei einer Krise deren Identifikation, Analyse, Quantifizierung, Krisenbeurteilung, Krisenbewertung und abschließende Krisenbewältigung erforderlich.
Das Krisenmanagement ist eine permanente Aufgabe für jedes größere Wirtschaftssubjekt, es darf nicht erst bei Eintritt einer Krise installiert werden.

## Begriff
Krise ist eine problematische, oft unvermittelt auftretende und mit einer Zuspitzung verknüpfte Situation. Häufig ist sie mit einem Dilemma verbunden und/oder die Situation steht an einem Scheideweg (zum Beispiel Kubakrise: Krieg, Atomkrieg oder Frieden?). Eine Katastrophe ist ein folgenschweres Unglücksereignis mitsamt dessen Folgen. Im engeren Sinn ist es eine länger andauernde und meist großräumige Schadenlage, die mit der normalerweise vorgehaltenen Gefahrenabwehr (Feuerwehr, Rettungsdienst, Polizei) nicht angemessen bewältigt werden kann und die man nur mit Hilfe aus anderen Regionen oder Staaten bewältigen kann (siehe Katastrophe – Kriterien zur Definition).
Unter einer Krise wird speziell in der Unternehmensführung eine Gefährdung des Fortbestehens eines Unternehmens oder eines wesentlichen Geschäftsbereichs verstanden. Während sich die Krisenprävention mit potenziellen Krisen befasst, ist es Aufgabe des Krisenmanagements, bei und nach dem Eintritt einer Krise den möglicherweise entstehenden personellen (Personenschaden) und materiellen Sachschaden zu bekämpfen, einzudämmen und die Krise zu bewältigen. Der dauerhafte Verlust von Performance kann unmittelbar als Krise verstanden werden. Das Krisenmanagement hat sich insbesondere mit den Krisenarten Bankenkrisen, Cyberattacken, Energiekrisen, Epidemien, Finanzkrisen, Kriege, Naturkatastrophen, Pandemien, private Lebenskrisen (Arbeitslosigkeit, Ehekrisen, Tod, Verschuldung), politischen Krisen (unter anderem Regierungskrisen), psychiatrischen Krisen, Terrorismus oder Wirtschaftskrisen zu befassen.
Beide, sowohl Katastrophen als auch Krisen, können auch kausal miteinander verbunden sein. So war die Nuklearkatastrophe von Fukushima eine Katastrophe für  hunderttausende Menschen, die den radioaktiv verstrahlten Umkreis um die explodierten Kernreaktoren herum verlassen mussten. Gleichzeitig führte sie unmittelbar zu einer Krise für den japanischen Staatshaushalt, der vor enormen finanziellen Belastungen steht und für den Betreiber der Anlage, Tepco: ihm droht der Konkurs; es ist auf finanzielle Hilfe von außen angewiesen. Tepco ist verpflichtet, weitere Schadensereignisse zu minimieren oder zu vermeiden. Im Mai 2012 erhielt Tepco eine staatliche Hilfe von 9,6 Mrd. Euro, im Gegenzug übernahm die japanische Regierung mehr als 50 Prozent der Stimmrechte und verstaatlichte das Unternehmen damit de facto.

## Rechtsfragen
Krise ist sogar ein Rechtsbegriff, der in § 4 Abs. 1 VSVgV als jede Situation in einem EU-Mitgliedstaat oder einem Drittland definiert ist, in der ein Schadensereignis eingetreten ist, das deutlich über die Ausmaße von Schadensereignissen des täglichen Lebens hinausgeht und dabei Leben und Gesundheit zahlreicher Menschen erheblich gefährdet oder einschränkt, eine erhebliche Auswirkung auf Sachwerte hat oder lebensnotwendige Versorgungsmaßnahmen für die Bevölkerung erforderlich macht. Eine Krise liegt demnach auch vor, wenn konkrete Umstände dafür vorhanden sind, dass ein solches Schadensereignis unmittelbar bevorsteht. Bewaffnete Konflikte und Kriege sind Krisen im Sinne dieser Verordnung.

## Typen von Krisen
Die Fachliteratur unterscheidet mehrere Typen von Krisen, die oft unterschiedlich in Anzahl und Namensgebung sind. Hier soll eine eher allgemeine Unterscheidung in folgende vier Typen genügen:
- Überlebenskrise: Hierzu gehören Ereignisse, welche die Existenz eines Unternehmens oder einer anderen Art von Organisation gefährden. Im Falle eines Unternehmens zählen hierzu Liquiditätsprobleme, Ausfall von unternehmenswichtigen Geschäftsprozessen, Ausfall von wichtigen Kunden und/oder Lieferanten sowie andere wirtschaftliche Schwierigkeiten, die zur Insolvenz führen können. Maßnahmen, die einer Krise von diesem Typ entgegensteuern, beinhalten oft eine wirtschaftliche Beratung oder eine Unternehmenssanierung mit Einschnitten in die Unternehmensstruktur und müssen vor allem schnell vorangetrieben werden.
- Steuerungskrise: Sie umfasst alle Probleme, die sich auf das Management eines Unternehmens beziehen. Hierzu gehören falsche oder nicht getroffene Entscheidungen, ein Machtmonopol, ein Machtvakuum und mangelnde Informationen für die Entscheidungsfindung. Als Gegenmaßnahmen bieten sich meist Instrumente aus Reorganisation, Business-Process-Reengineering (BPR), Wissensmanagement oder Personalentwicklung an.
- Veränderungskrise: Sie kann sich aus Veränderungen in einer Organisation oder in einem Unternehmen ergeben. Dazu gehören z. B neue IT-Applikationen, die von den Anwendern nicht akzeptiert werden, oder auch Prozessveränderungen, die von der Belegschaft nicht gelebt werden. Einer Veränderungskrise kann durch proaktives Veränderungsmanagement (englisch change management) entgegengewirkt werden.
- Ereignisinduzierte Krisen: Diese Krisen (z. B. ereignisinduzierte Markenkrisen) werden durch gewisse Ereignisse ausgelöst und können mehrere unterschiedliche Verlaufsformen annehmen, deren negative und zum Teil nachhaltige Auswirkungen maßgeblich von den getroffenen Gegenmaßnahmen abhängig sind (Krisenkommunikation bzw. Krisenmanagement). Beispiel Liechtensteiner Steueraffäre: Erstes Ereignis war der Datendiebstahl, Auslöser der Krise war aber das zweite Ereignis, die öffentlichkeitswirksame Verhaftung von Klaus Zumwinkel.

Der Worst Case des Krisenmanagements ist ein plötzlich und unerwartet auftretender „Schwarzer Schwan“.

## Prozessablauf
Krisensituationen weisen meist Merkmale wie Dringlichkeit (Zeitdruck), Überraschtheit, Ungewissheit und Diskontinuität auf. Unter dieser Voraussetzung befasst sich der Prozessablauf des Krisenmanagements mit folgenden Ablaufabschnitten:
Krisenidentifikation
Zunächst müssen Entscheidungsträger im Rahmen der Krisenwahrnehmung überhaupt erkennen, dass eine Krise vorliegt oder droht. Diese kann interne Ursachen haben wie sich verschlimmernde Schwachstellen oder gar Unternehmenskrisen, oft sind Krisen jedoch externe Ereignisse (Marktenge, Marktstörung) bis hin zum volkswirtschaftlichen Schock.
Krisenanalyse
Es folgt die genaue Analyse der Krise und ihrer Ursachen. Ohne Krisenanalyse und damit ohne ein Verständnis der Ursachen für die Schieflage ist es nicht möglich, alle Schwachstellen zu erfassen.
Krisenquantifizierung
Die Quantifizierung soll helfen, das materielle und ideelle Ausmaß einer Krise auf ein Wirtschaftssubjekt zu bestimmen.
Krisenbeurteilung
Mit der Krisenbeurteilung erfolgt eine Beurteilung, inwieweit sich die Krise auf das Wirtschaftssubjekt auswirkt und welche Organisationseinheiten hiervon betroffen sein können.
Krisenbewertung
Die Krisenbewertung sorgt für eine Klassifizierung im Hinblick auf die Intensität einer Krise.
Krisenbewältigung
Die Krisenbewältigung ist die Kernaufgabe des Krisenmanagements und findet statt durch sämtliche Maßnahmen wie Bekämpfung der Krisenursachen, Minderung der Krisenauswirkungen und Beseitigung bereits entstandener Schäden.
In Krisensituationen reichen die üblichen Verhaltensmuster und Strategien meist nicht aus, um die Krise zu bewältigen. Auch das vorhandene Wissen, Erfahrungswerte und die vorhandenen Ressourcen reichen häufig nicht aus, um die Krisensituation zu beseitigen.

## Strategien zur Krisenvermeidung/-verminderung
Viele Krisen können auf strategische Fehlentscheidungen oder auf Fehlverhalten in Notfallsituationen zurückgeführt werden. Die Verfügbarkeit von entscheidungskritischen Informationen und die Fähigkeit, negative Ereignisse zeitnah zu bewältigen, sind ein guter Schutz gegen Krisen.
- Crisis Intelligence – Krisen(früh)aufklärung, Krisen(ursachen)Forschung;
- Bildung von strategischen Allianzen, Schaffung von Ausweichmöglichkeiten;
- Frühwarnsystem und Risikomanagement, welche die Risikoexposition des Unternehmens, der Lieferanten, der Kunden kontinuierlich überwachen und schwache Signale von sich entwickelnden Krisen detektieren;
- Regelmäßige Bewertung von Lieferanten und Kunden (siehe Kundenwert);
- Krisen-/Notfallmanagement-System, welches im Ernstfall die Eskalation eines Ereignisses mit Hilfe von vorbereiteten Maßnahmenplänen durch Notfallmanagement vermeiden/vermindern soll;
- Ausbildung des Krisenstabs, Durchführung von Krisenstabsübungen;
- Etablierung einer Kommunikationsstrategie für Krisenfälle (interne/externe Kommunikation), da Unternehmenskrisen oft eine negative Medienwirkung und ein hohes Öffentlichkeitsinteresse haben. Gemeinsame Ziele von Krisenmanagement und Krisenkommunikation sind die Sicherheit der Verbraucher, Mitarbeiter und Bürger als auch der Schutz des Unternehmens vor Imageverlusten und wirtschaftlichem Niedergang;
- Szenario-Technik für die Identifizierung möglicher Krisenszenarien (zum Beispiel "Worst-Case-Szenario);
- „das Überraschende erwarten“, das „Undenkbare“ denken. Dabei können Kreativitätstechniken helfen. Für die Ideenfindung hat sich das Wort Brainstorming eingebürgert. Einige Katastrophen der letzten Jahre machten allgemein bewusst, dass „nichts unmöglich“ ist: die Anschläge auf das World Trade Center 2001, der Tsunami vom 26. Dezember 2004, SARS, die überraschende Insolvenz der Investmentbank Lehman Brothers im September 2008, die Nuklearkatastrophe von Fukushima (2011)[8], der Corona-Virus-Ausbruch Anfang 2020.

## Frühwarnsysteme
Um Krisen zu antizipieren oder zumindest frühzeitig zu erkennen, können der Krisenprävention dienende Frühwarnsysteme installiert werden. Sie haben zum Ziel, Krisensituationen frühzeitig zu prognostizieren, um auch die Reaktionszeit des Krisenmanagements zu erhöhen. In § 91 Abs. 2 AktG wird bei Aktiengesellschaften die Früherkennung der den Fortbestand der Unternehmen gefährdenden Entwicklungen verlangt.